# Gibson Explorer
Gibson Explorer (или X-plorer) — одна из самых популярных и востребованных гитар среди рок-музыкантов.

## История
Гитары модели Gibson Explorer впервые были представлены на рынке в 1958 году вместе с Flying V. Из-за радикального «футуристического» дизайна эти модели не пользовались спросом среди музыкантов того времени, и их перестали выпускать в 1959 году. Изначально гитары Explorer производили с корпусом из корины, но после возобновления выпуска модели Explorer в 1976 году, её корпус стали делать из красного дерева.
На эксплореры устанавливаются мощные керамические звукосниматели без крышек, которые считаются самыми «злыми» датчиками от Gibson.
Оригинальная гитара фирмы Gibson производится в Нэшвиле, США. На гитару устанавливается струнодержатель «Stopbar», ручки «Black Speed» и колки «Mini Grover» цвета «никель».
К гитаре прилагается кейс, отделанный внутри тёмно-серым, вишнёвым или белым плюшем и чёрной или вишнёвой тканью. Снаружи кейс отделан синтетическим покрытием чёрного (Black Reptile Pattern) или коричневого цвета. На кейс нанесён рисунок — серебристый логотип «Gibson USA».
Gibson Explorer появился в 1958 году. Explorer предложил оригинальный, "футуристический" дизайн корпуса, равно как Flying V, который был выпущен в том же году, и Moderne, который был разработан в 1957, но не выпускался вплоть до 1982. Explorer был окончательным вариантом прототипа под названием Futura.
Первоначально, модель была признана неудачной и выпуск был прекращён в 1963 году. В 1976 году Gibson перезапустила выпуск данной модели, после того, как другие производители гитар начали успешно продавать модели со схожими формами.Наибольшую популярность Gibson Explorer достиг в 1970-х и 1980-х среди хард-рок и хэви-метал музыкантов.

## Детали оригинальной сборки

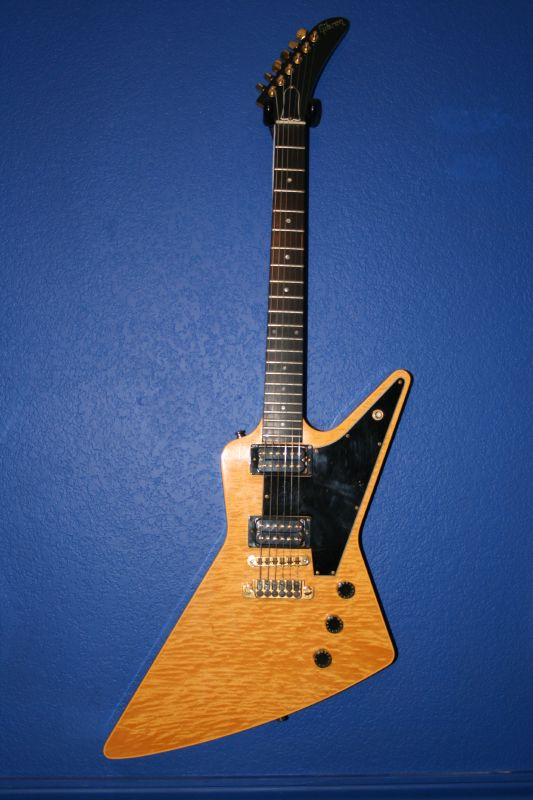
Gibson Explorer

Модель X-plorer 76 re-issue:
- Звукосниматели:

Gibson 496R ceramic magnet H (у грифа)
Gibson 500T ceramic magnet H (у бриджа)
- Струнодержатель: Tune-o-matic + Stopbar
- Колки: Mini Grover
- Регулировки:

две ручки громкости
одна ручка тона
3-позиционный переключатель
- Фурнитура: хром
- Мензура: 24,75"
- Характеристики грифа: вклеенный, 22 лада
- Накладка на гриф: палисандр
- Ширина верхнего порожка: 1 11/16"
- Корпус: красное дерево